# Comuna Zasupoiivka, Iahotîn
Zasupoiivka (în ucraineană Засупоївка) este o comună în raionul Iahotîn, regiunea Kiev, Ucraina, formată din satele Fedorivka, Hrîhorivka și Zasupoiivka (reședința).

## Demografie
Componența lingvistică a comunei Zasupoiivka
     Ucraineană (96,35%)
     Rusă (3,41%)
     Alte limbi (0,24%)
Conform recensământului din 2001, majoritatea populației comunei Zasupoiivka era vorbitoare de ucraineană (96,35%), existând în minoritate și vorbitori de rusă (3,41%).